# 예이리버주

예이리버 주의 위치

예이리버주(영어: Yei River State)는 남수단 남부 에콰토리아 지방에 위치한 주로 주도는 예이이며 면적은 14,053.1km2, 인구는 788,610명(2014년 기준)이다.
2015년에 실시된 행정 구역 개편에 따라 중앙에콰토리아 주에서 분리되어 신설되었다. 북서쪽으로는 마리디 주, 북쪽으로는 아마디 주, 북동쪽으로는 주베크 주, 동쪽으로는 이마통 주와 접하며 남동쪽으로는 우간다, 남서쪽과 서쪽으로는 콩고 민주 공화국과 국경을 접한다. 10개 군을 관할한다.